# Michel Fourniols
Michel Fourniols né à Saint-Pierre en Martinique le 1er juillet 1754 et mort à Bordeaux le 2 février 1801 est un négociant de la Martinique élu membre de la Convention nationale puis député au Conseil des Cinq-Cents.

## Biographie
Michel Fourniols est négociant à Saint-Pierre. En 1788, il fait une demande d'anoblissement, mais lors des évènements de la Révolution, il montre un enthousiasme pour les idées nouvelles au point d'être élu député-suppléant de la Martinique à la Convention nationale
le 28 octobre 1792. Après la mort de Jacques François Dugommier, Fourniols est admis à siéger comme titulaire le 24 frimaire an III, mais n'eut dans cette assemblée qu'un rôle peu important. Fourniols entre de droit, le 4 brumaire an IV, au Conseil des Cinq-Cents, comme ex-conventionnel des colonies. Il y fit une motion contre les agences formées pour la mise en loterie d'objets mobiliers, et quitta le Conseil en l'an VII. Il se retire de la vie politique et meurt à Bordeaux.